# Прирітка біловола
Прирітка біловола (Platysteira blissetti) — вид горобцеподібних птахів прирітникових (Platysteiridae).

## Поширення
Вид поширений в Західній Африці від Гвінеї до Західного Камеруну. Природним середовищем існування є субтропічні або тропічні вологі низинні ліси.